# Телекоммуникации в Канаде
Телекоммуникации в Канаде представлены телефонной связью, радиосвязью, телевидением и Интернетом. В прошлом средством связи был телеграф, который проходил через Канадскую Тихоокеанскую и Канадскую национальную железные дороги.
В конце 1990-х в Канаде действовали 20,8 млн телефонных линий, использовались более 8,7 млн мобильных телефонов. Имелось почти 600 радиостанций (включая 6 коротковолновых) и 80 телевизионных станций (не считая систем кабельного телевидения). Канадцы владели более 32 млн радиоприемников и 21,5 млн телевизоров. В 2002 имелось более 16,8 млн пользователей Интернета.
Крупнейшие радио- и телевизионные компании — Канадская теле-радио вещания корпорация CBC(Си-Би-Си), CTV(Си-Ти-Ви), «Global» и «TVA(Ти-Ви-Эй)».

## Развитие телекоммуникаций в Канаде
Первые шаги в области телекоммуникаций в Канаде были сделаны в 1846 году, когда в тогдашней британской колонии была впервые применена телеграфная связь. В следующие 50 лет проводной телеграф активно развивался в Северной Америке, из канадских провинций получив наибольшее распространение в Приморских в силу заинтересованности деловых кругов и новостных агентств в свежей информации из-за океана.
Телефон — изобретение эмигрировавшего из Шотландии в Канаду А. Г. Белла — был внедрён в Канаде в 1878 году усилиями двух телеграфных компаний: Montreal Telegraph Company и Dominion Telegraph Company. Эти две компании вели активную борьбу за потенциальную клиентуру в таких канадских городах, как Оттава, Монреаль, Квебек, а также в Сент-Джонсе, но война цен привела их к банкротству уже через два года, а созданные ими сети выкупила Bell Telephone Company of Canada, получившая государственный подряд на обеспечение телефонной связи в 1880 году.
Первую выданную правительством Канады лицензию на радиовещание получила в 1919 году радиостанция в Монреале, а к 1928 году число радиостанций в Канаде уже достигло 60, хотя большинство из них маломощными или вещали непостоянно. Регулирование области радиовещания в эти годы было минимальным, большинство слушателей предпочитали станции, вещавшие с территории США, и в 1928 году была сформирована коронная комиссия, на которую была возложена выработка рекомендаций по будущему развитию радиовещания в Канаде. Комиссия предложила создать государственную вещательную корпорацию по образцу Би-би-си, и в 1932 году была основана Канадская комиссия по радиовещанию (англ. Canadian Radio Broadcasting Commission, CRBC). Принятый в конце 1960-х годов Закон о теле- и радиотрансляциях привёл к формированию Канадской комиссии по радио-телевидению и телекоммуникациям. С конца следующего десятилетия комиссия взяла курс на постепенную дерегуляцию сферы телекоммуникаций, в 1979 году дав разрешение на создание частных сетей телекоммуникаций параллельно с государственными, а через три года позволив потребителям самостоятельно приобретать абонентские телефоны у любого поставщика и устанавливать их, как другие электроприборы. В 1984 году было принято решение о дерегулировании сетей связи с расширенными возможностями, в число которых в дальнейшем вошёл Интернет, а год спустя законодательно допущена конкуренция на рынке дальней телефонной связи, что привело к существенному снижению цен на неё. Одновременно, однако, происходит значительное снижение объёма инвестиций в инфраструктуру дальней связи, что влечёт за собой потерю рабочих мест, а цены на телефонную связь в целом даже поднялись. В последние десятилетия канадское правительство, ранее препятствовавшее попыткам сближения секторов телекоммуникаций (что, в частности, выражалось в запрете телефонным компаниям на выход на рынок телевещания, в том числе кабельного), поощряет такое сближение, и в результате ведущие телефонные компании страны стали поставщиками услуг в области кабельного телевидения и Интернета.
В процессе глобализации мировой экономики ряд канадских компаний в сфере телекоммуникаций вышел на мировой рынок. В числе наиболее значительных в этом отношении канадских фирм — Nortel и BCE Inc. (бывшая Bell Canada Enterprises).

## Радио
Принятый в 1913 году Закон о радиотелеграфе предоставлял правительству Канады право выдачи лицензий на радиовещание. Согласно этому закону, с владельцев радиоприёмников должен был взиматься лицензионный налог в размере одного доллара за каждый приёмник. Первая лицензия на вещание была выдана в 1919 году экспериментальной радиостанции XWA, расположенной в Монреале и работавшей под эгидой Canadian Marconi Company. Государственная комиссия по радиовещанию создана в 1932 году, однако передающих станций в собственности государства было создано только пять, а в остальных регионах программы центрального радио ретранслировали частные станции; это положение сохранилось и в дальнейшем, с развитием в стране телевизионного вещания. В ноябре 1936 года основана Канадская радиовещательная корпорация, к 1944 году контролировавшая три национальных сети вещающих станций — две на английском и одну на французском языке; частным компаниям создавать национальные сети не разрешалось.
К 1936 году число канадских домохозяйств, имевших зарегистрированный радиоприёмник, достигло миллиона. На 1997 год в Канаде насчитывалось 32,3 миллиона радиоприёмников. В 2004 году радиовещание осуществляли 245 станций в диапазоне АМ, 582 FM и 6 коротковолновых. К концу 2008 года канадские радиослушатели имели возможность выбора между примерно 1200 радиостанциями и службами аудиовещания, из которых порядка 60 % были частными, однако 72 % доходов от вещания на английском языке приходилось на долю пяти крупнейших частных компаний; во франкоязычном секторе 82 % доходов приходилось на долю трёх крупнейших частных компаний.

## Телевидение
Телевещание в Канаде началось в 1952 году; поначалу формирование программы передач легло на Канадскую телерадиовещательную корпорацию, программы которой ретранслировали по всей стране лицензированные частные станции, как до этого было с радиопрограммами. Вторая национальная вещательная сеть с подстанциями по всей стране, CTV, была создана в 1961 году, а третьей получила национальную лицензию компания Global. Было также создано несколько десятков специализированных каналов — новостных, спортивных, культурных, молодёжных и т. д., а к концу 1960-х годов во многих крупных городах появились каналы кабельного телевидения. Бесплатное аналоговое телевидение существовало в стране до 2011 года, когда был полностью завершён переход на цифровую форму вещания всех регулируемых каналов.
В 2003 году в Канаде насчитывалось 1456 телевизионных станций, из которых 2328 были ретрансляторными.

## Телефонная связь
До 1893 года Bell Telephone Company оставалась нерегулируемым монополистом в области телефонной связи в Канаде и США, но после истечения срока действия патентов Белла начали возникать независимые телефонные компании, число которых только в Канаде достигло к 1915 году 1500; они либо конкурировали с Bell Telephone Company в уже освоенных регионах, либо проводили телефонную связь в районы, ещё не охваченные ею. Государство, однако, оказалось не готово регулировать такую конкуренцию: в трёх провинциях (Альберта, Манитоба и Саскачеван) телефонная связь с первого десятилетии XX века осуществлялась государственными компаниями, а на остальной территории страны Bell постепенно ликвидировала конкурентов, и телефонная связь стала естественной монополией до середины 1980-х годов; созданию такого положения способствовало также состоявшееся в 1932 году объединение крупнейших региональных операторов в консорциум — Трансканадскую телефонную систему. К 1920 году в Канаде стала возможной телефонная связь между абонентами на Атлантическом и Тихоокеанском побережье страны, а в 1956 году была завершена прокладка трансатлантического телефонного кабеля мощностью 60 телефонных линий; в дальнейшем были проложены дополнительные кабели. Использование спутников для международной телефонной связи началось в 1964 году, а для связи внутри Канады — в 1973 году. После законодательного разрешения конкуренции на рынке дальней связи в этой сфере в Канаде действует свыше 150 компаний, хотя большая его часть контролируется только тремя операторами — Bell, AT&T и Sprint Corporation.
По данным на 2009 год, в Канаде насчитывалось свыше 18,25 млн стационарных и более 23 млн мобильных телефонов.

## Телеграф
Первая телеграфная компания Hamilton and Niagara Electro-Magnetic Telegraph Company была основана в 1846 году в Торонто. Со следующего года начала работу Montreal Telegraph Company, а в 1868 году Dominion Telegraph Company, однако к 1881 году контроль над практически всеми телеграфными линиями Канады сосредоточился в руках американского концерна Western Union. Дальнейшее развитие канадского телеграфа было связано с коммерческими линиями, работу которых обеспечивали крупные железнодорожные компании — Канадская тихоокеанская и Канадская национальная. К началу 1990-х годов контроль над канадской телеграфной связью перешёл к американской компании AT&T и консорциуму канадских банков.
После принятия закона о телеграфе 1852 года, первой постоянной линией телеграфа стал трансатлантический телеграфный кабель который был проведён в 1866 году между Ирландией и Ньюфаундлендом.

## Интернет
Коды страны: CA, CDN, 124. Число организаций в домене CA выросло с 58 в 1988 году до 7500 к маю 1996 года. К середине второго десятилетия XXI века число зарегистрированных сайтов в домене превышало 2,3 миллиона. Число интернет-провайдеров в Канаде на 2009 год ориентировочно составляло 760.
В 2011 году примерно 80 % канадцев пользовались услугами Интернета; в 2013 году к Интернету были подключены 87 % домохозяйств Канады, и страна занимала 16-е место в мире по степени проникновения Интернета (второе среди стран Большой восьмёрки). В среднем в 2011 году канадцы проводили в Интернете 45 часов в месяц — больше, чем граждане любой другой страны. Канада также возглавляла список стран с наибольшим числом просмотров видеороликов в Интернете — 300 в месяц на пользователя, половина из которых приходилась на YouTube. В 2013 году средний канадец проводил на 43 % больше времени за просмотром видео через Интернет, чем средний житель США; около 40 % канадских потребителей затрачивают пять и более часов в неделю за просмотром видео и фильмов онлайн.
Уже в 1993 году в Канаде была основана программа SchoolNet, задачей которой было распространение необходимых знаний и навыков работы в Интернете и обеспечение доступа к нему в школах и других образовательных учреждениях. В 1999 году Канада стала первой страной в мире, где каждая публичная библиотека и школа (в общей сложности свыше 18 тысяч) имела выход в Интернет. К 2001 году планировалось обеспечить точкой подключения к Интернету каждый из 250 тысяч классов в канадских начальных и средних школах.

## Правительство
Телекоммуникации курируются Канадской комиссией по радио-телевидению и телекоммуникациям на основании Закона о телекоммуникациях и Закона о радиосвязи. В соответствии с законами комиссия определяет минимальный объём оригинальных канадских передач на радио и телевидении; изменения в законодательстве в 2009 году привели к тому, что аналогичный контроль за содержанием интернет-сайтов или программ для мобильных устройств не осуществляется. Этот факт, а также то, что комиссия пошла на послабление частным вещательным компаниям, позволяя заменять постановочные программы на более дешёвые реалити-шоу и заполнять прайм-тайм продукцией США, вызывают критику со стороны канадских производителей и общественных организаций, озабоченных потенциальной потерей национальной самобытности.